# Brasil Tennis Challenger
Il Brasil Tennis Challenger è un torneo professionistico maschile di tennis giocato sulla terra rossa che fa parte dell'ATP Challenger Tour. Inaugurato nel 2023 a Piracicaba, città brasiliana, il torneo fa parte della categoria Challenger 75.

## Albo d'oro

### Singolare
| Anno | Campione                | Finalista                  | Punteggio              |
| ---- | ----------------------- | -------------------------- | ---------------------- |
| 2025 | Román Andrés Burruchaga | Facundo Mena               | 7–6(8), 6(6)–7, 7–6(4) |
| 2024 | Camilo Ugo Carabelli    | Federico Coria             | 7–5, 6–4               |
| 2023 | Andrea Collarini        | Marcelo Tomás Barrios Vera | 6–2, 7–6(1)            |

### Doppio
| Anno | Campioni                            | Finalisti                            | Punteggio           |
| ---- | ----------------------------------- | ------------------------------------ | ------------------- |
| 2025 | Guido Andreozzi (2) Orlando Luz (2) | Marcelo Demoliner Fernando Romboli   | 6(4)–7, 6–2, [11–9] |
| 2024 | Guido Andreozzi (1) Guillermo Durán | Daniel Dutra da Silva Pedro Sakamoto | 6–2, 7–6(5)         |
| 2023 | Orlando Luz (1) Marcelo Zormann     | Andrea Collarini Renzo Olivo         | w/o                 |